# Gino Bultinck
Gino Bultinck (1956) is een Belgisch voormalig powerlifter.

## Levensloop
Bultinck behaalde in de gewichtsklasse +125kg brons op de Europese kampioenschappen van 1981 in het Italiaanse Parma.
hij was aangesloten bij Apollo Fitness te Zwevegem.